# すももも 百香も もものうち 〜ももラジ〜
『すももも 百香も もものうち 〜ももラジ〜』は、NACK5で2020年7月4日から2022年3月26日に放送されていたラジオ番組。

## 番組概要
かつてこの時間帯は「愛 Love Saturday」が放送されていたが、同番組のパーソナリティであった池辺愛の出産準備に伴い終了し、『キラメキ ミュージック スター「キラスタ」』にてパートナーとして出演中の斉藤百香を起用してスタートした番組。
ちなみに当番組のリスナーのことを『ももラー』または『ラー』と呼んでおり、斉藤のファンの通称となっている。『ももラー』は安室奈美恵さんの『アムラー』になぞらえていることを放送内で説明している。

## パーソナリティ
- 斉藤百香

## タイムテーブル
- 5:00 オープニング
- 5:40 箱番組『ディスカバー彩の国』（保井ひろゆき）[1][2]
- 6:10 NACK5 TRAFFIC
- 6:15『旬!SHUN!ピックアップ』
- 7:35 NACK5 TRAFFIC
- 7:38 NACK5 WEATHER
- 7:40 彩の国トレたてMorning
- 7:55 エンディング